# André Klotzel
André Klotzel (né en 1954 à São Paulo) est réalisateur, scénariste et  producteur de cinéma et brésilien.

## Biographie
Son film Memórias Póstumas est tiré d'un roman Memórias Póstumas de Brás Cubas écrit par le célèbre écrivain brésilien Joaquim Maria Machado de Assis.

## Filmographie
- 1985 : Sacrée Barbaque (A Marvada Carne)
- 1993 : Capitalismo Selvagem
- 1996 : Brevísimas Histórias de Gentes de Santos
- 2001 : Memórias Póstumas (pt)
- 2009 : Reflexões de um Liquidificador (pt)